# Словачка екстралига у хокеју на леду
Словачка типспорт екстралига (слч. Slovenská Tipsport Extraliga) највише је професионално клупско такмичење у хокеју на леду на подручју Републике Словачке. Лига је под ингеренцијом Савеза хокеја на леду Словачке.
Прва сезона хокејаше лиге Словачке одиграна је у сезони 1993/94. и представља такмичење које је наследило некадашњу Чехословачку екстралигу (заједно са Чешком екстралигом) чије постојање је суспендовано након распада Чехословачке на Чешку Републику и Словачку 1. јануара 1993. године.
У лиги од њеног оснивања учествује по 10 клубова по сезони, а од сезоне 2007/08. стални члан лиге је и екипа Оранж 20, тим у чијим редовима играју млади репрезентативци Словачке, а све са циљем адекватне и квалитетне припреме за предстојећа међународна такмичења (њихови резултати се не рачунају). Победник лиге се одлучује у плејофу, док екипа која је најслабије пласирана на табели лигашког дела сезоне разиграва са победником прве лиге за опстанак у елити. Најуспешнији клубови у лиги по броју освојених титула су Слован из Братиславе и Кошице, са по 8 титула. Екипа Слована од сезоне 2012/13. игра искључиво у Континенталној хокејашкој лиги.

## Историјат
Распадом Чехословачке 1. јануара 1993. настале су две државе Чешка Република и Словачка, а самим тим је и и некада заједничко хокејашко такмичење, Чехословачка екстралига, престало да постоји. Екипе из Словачке наставиле су да се такмиче у Словачкој екстралиги. Прва сезона новог такмичења одржана је у периоду 1993/94. а први шампион независне Словачке постала је екипа Дукле из Тренчина. Најуспешнији клуб у лиги је екипа Слована из Братиславе која је пре напуштања лиге у сезони 2012/13. (и преласка у КХЛ) чак 8 пута освајала титуле првака државе.
Према ренкингу ИИХФ Екстралига је 2009. проглашена за 5. најјаче такмичење у Европи, док је магазин The Hockey News сврстао на 6. место најјачих светских хокејашких лига у 2012. (после НХЛ, КХЛ, шведске, финске и чешке лиге).
Службеном називу лиге додаје се и назив спонзора, тако да је такмичење током историје често мењало име:
- од 1993/94 до 1997/98 — Екстралига
- од 1998/99 до 2000/01 — Западна екстралига
- у сезони 2001/02 —
- од 2002/03 до 2004/05 —
- од 2005/06 до 2006/07 —
- од јануара 2007 до 2010/11 —
- од сезоне 2011/12 — Slovenská Tipsport Extraliga.

## Пропозиције такмичења
Према правилнику такмичења сезона се састоји од два дела, лигашког дела и плејофа. У лигашком делу сви тимови међусобно играју по шестокружном лигашком систему, након чега екипа са највише бодова осваја титулу победника лигашког дела сезоне. Победа у регуларном току утакмице (60 минута) вреднује се са 3 бода, победа након продужетка и после извођења пенала носи 2 бода, пораз у продужетку и након извођења пенала вреди 1 поен, док пораз након 60 минута не доноси бодове. Првих 8 екипа такмичење наставља у плејофу, док екипа која заузме последње место игра додатни меч са победником Прве лиге за опстанак у елитном такмичењу.
Парови четврфинала плејофа формирају се на основу пласмана у лигашком делу такмичења (1-8, 2-7, 3-6 и 4-5), а на исти начин се формирају и парови полуфинала. Предност домаћег терена у евентуалним разигравањима увек има екипа која је била боље пласирана у лигашком делу. Сви дуели плејофа играју се на 4 добијене утакмице. Треће место додељује се оној пораженој екипи из полуфинала која је имала бољи пласман у лигашком делу.
Од сезоне 2007/08. у лиги се налази и екипа Оранж 20 коју чине играчи националне селекције до 20 година. Клуб је формиран да би се млађим играчима који наступају за селекцију Словачке омогућио довољан број квалитетних утакмица и одлична припрема за предстојећа међународна такмичења у којима учествују. Екипа нема такмичарски карактер.

## Клубови у сезони 2015/16.
```
|alt=Slovak Extraliga team map
|caption=Тимови Словачке екстралиге у сезони 2015/16.
|places=
```

}}
У односу на претходну сезону, у сезони 2014/15. није било измена у саставу лиге. Екипа Жилине која је сезону раније завршила на последњем месту на табели успела је да путем баража сачува своје место у Екстралиги.
У такмичењу као и ранијих година учествује екипа Оранж 20.
| Клуб                  | Словачко име | Град            | Основан | Титула |
| --------------------- | ------------ | --------------- | ------- | ------ |
| ХК 05 Банска Бистрица |              | Банска Бистрица | 1922.   | 0      |
| ХК 36 Скалица         |              | Скалица         | 1936.   | 0      |
| ХК Дукла Тренчин      |              | Тренчин         | 1962.   | 3      |
| ХК Жилина             |              | Жилина          | 1925.   | 1      |
| ХК Кошице             |              | Кошице          | 1920.   | 7      |
| ХК Мартин             |              | Мартин          | 1932.   | 0      |
| ХК Оранж 20           |              | Братислава      | 2007.   | —      |
| ХК Попрад             |              | Попрад          | 1929.   | 0      |
| ХК Њитра              |              | Њитра           | 1926.   | 0      |
| ХКм Звољен            |              | Звољен          | 1927.   | 2      |
| ШХК 37 Пјештјани      |              | Пјештјани       | 1937.   | 0      |

## Победници
Хокејашки клубови из Словачке су активно учествовали у Чехословачкој естралиги у периоду њеног постојања од 1930. до 1993. године. Међутим од укупно 62 сезоне колико је одиграно у том такмичењу, тимови из Словачке су само у четири наврата успевали да освоје националну титулу. Екипа Кошица је у два наврата успевала да такмичење заврши на првом месту (у сезонама 1985/86. и 1987/88), односно екипе Слована из Братиславе у сезони 1978/79. и Дукле из Тренчина (сезона 1991/92) по једном.
Од оснивања самосталне Словачке екстралиге у сезони 1993/94. лигом убедљиво домирају два клуба, Слован и Кошице са заједно укупно 18 титула у 22 одигране сезоне (закључно са сезоном 2014/15). Још само три тима су успевала да дођу до победе у финалним утакмицама плејофа, Дукла из Тренчина (у 3 наврата), Звољен (2 пута) и Жилина (једанпут).
| Сезона   | Победник                 | Финалиста            | Треће место           | Најбољи стрелац          |
| -------- | ------------------------ | -------------------- | --------------------- | ------------------------ |
| 1993/94. | ХК Дукла Тренчин (1)     | ХК Кошице            | Мартимекс ЗТС Мартин  | Мирослав Шатан (42 гола) |
| 1994/95. | ХК Кошице (1)            | ХК Дукла Тренчин     | Слован Братислава     | Властимил Плавуха (47)   |
| 1995/96. | ХК Кошице (2)            | ХК Дукла Тренчин     | ХК Слован Братислава  | Властимил Плавуха (34)   |
| 1996/97. | ХК Дукла Тренчин (2)     | ХК Кошице            | ШКП ПС Попрад         | Јан Пардави (42)         |
| 1997/98. | ХК Слован Братислава (1) | ХК Кошице            | ХК ШКП Попрад         | Властимил Плавуха (37)   |
| 1998/99. | ХК Кошице (3)            | ХК Слован Братислава | ХК 36 Скалица         | Јан Липјански (36)       |
| 1999/00. | ХК Слован Братислава (2) | ХКм Звољен           | ХК Дукла Тренчин      | Властимил Плавуха (49)   |
| 2000/01. | ХКм Звољен (1)           | ХК Дукла Тренчин     | ХК Слован Братислава  | Јан Плх (40)             |
| 2001/02. | ХК Слован Братислава (3) | ХКм Звољен           | ХК Кошице             | Јарослав Терек (38)      |
| 2002/03. | ХК Слован Братислава (4) | ХК Кошице            | ХКм Звољен            | Арне Кротак (35)         |
| 2003/04. | ХК Дукла Тренчин (3)     | ХКм Звољен           | ХК Слован Братислава  | Мартин Бартек (46)       |
| 2004/05. | ХК Слован Братислава (5) | ХКм Звољен           | ХК Дукла Тренчин      | Маријан Габорик (33)     |
| 2005/06. | ХК Жилина (1)            | ХК Попрад            | ХК Динамакс Њитра     | Љубомир Колник (33)      |
| 2006/07. | ХК Слован Братислава (6) | ХК Дукла Тренчин     | ХК Кошице             | Марек Урам (43)          |
| 2007/08. | ХК Слован Братислава (7) | ХК Кошице            | ХК 36 Скалица         | Мартин Куљха (33)        |
| 2008/09. | ХК Кошице (4)            | ХК 36 Скалица        | ХК Слован Братислава  | Жигмунд Палфи (52)       |
| 2009/10. | ХК Кошице (5)            | ХК Слован Братислава | ХК Мартин             | Мартин Куљха (32)        |
| 2010/11. | ХК Кошице (6)            | ХК Попрад            | ХК 05 Банска Бистрица | Михел Миклик (37)        |
| 2011/12. | ХК Слован Братислава (8) | ХК Кошице            | ХК Дукла Тренчин      | Мартин Куљха (35)        |
| 2012/13. | ХКм Звољен (2)           | ХК Кошице            | ХК Њитра              | Роман Томанек (42)       |
| 2013/14. | ХК Кошице (7)            | ХК Њитра             | 05 Б. Бистрица        | Роман Томас (40)         |
| 2014/15. | ХК Кошице (7)            | 05 Б. Бистрица       | ХК Њитра              | Петр Кафка (36)          |

### Биланс медаља
У табели су приказани сви клубови који су освојили неку од прве три позиције након плејофа, закључно са сезоном 2013/14.
| #   | Екипа                 | Злато | Сребро | Бронза | Укупно |
| --- | --------------------- | ----- | ------ | ------ | ------ |
| 1.  | ХК Кошице             | 8     | 7      | 2      | 17     |
| 2.  | ХК Слован Братислава  | 8     | 2      | 5      | 15     |
| 3.  | ХК Дукла Тренчин      | 3     | 4      | 3      | 10     |
| 4.  | ХКм Звољен            | 2     | 4      | 1      | 7      |
| 5.  | ХК Жилина             | 1     | 0      | 0      | 1      |
| 6.  | ХК Попрад             | 0     | 2      | 2      | 4      |
| 7.  | ХК Њитра              | 0     | 1      | 3      | 4      |
| 8.  | ХК 36 Скалица         | 0     | 1      | 2      | 3      |
| 9.  | ХК 05 Банска Бистрица | 0     | 1      | 2      | 2      |
| 10. | ХК Мартин             | 0     | 0      | 2      | 2      |